# Faurecia

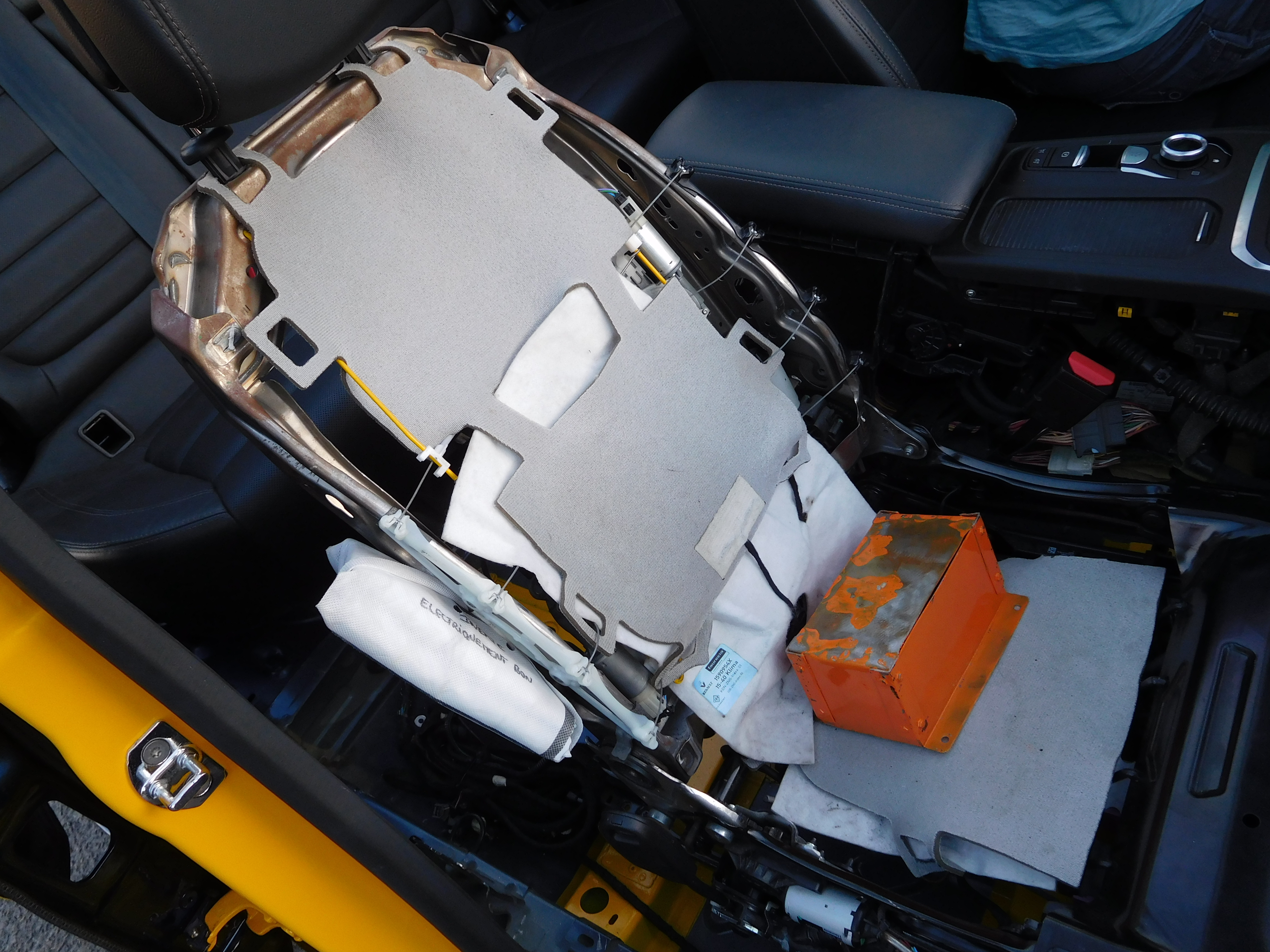
⠀⠀⠀⠀⠀

Faurecia é um grupo francês de produção e engenharia de equipamentos automotivos. A empresa desenvolve, fabrica e comercializa equipamentos para fabricantes de automóveis: bancos, sistemas de interiores (painéis, painéis de portas, elementos decorativos e módulos acústicos, etc.), tecnologias de controle de emissões (escapamentos).